# Bad Horsie
Bad Horsie é uma famosa canção do guitarrista virtuoso Steve Vai, que foi gravada no álbum Alien Love Secrets, de 1995.
Usando de uma criatividade e técnica invejáveis, Steve emite sons que parecem impossíveis de sua guitarra, como no início da canção, onde ele faz sua guitarra emitir um som de um trem de ferro. Este mesmo som já havia sido usado anteriormente no filme Crossroads. Já no fim da canção, uma nova surpresa: desta vez a guitarra parece relinxar como um cavalo. Além disso, por várias vezes na música, Vai faz sua guitarra emitir sons como se o cavalo estivesse empinando.

## Prêmios
- Em 2015, a revista Guitar World ranqueou esta canção na 07a posição da lista "The 25 Greatest Wah Solos of All Time"[5]
- Também em 2015 a revista Guitar Player colocou esta música na sua lista "10 of the Greatest Wah Pedal Songs of All Time", onde não foi usado ranking para as canções.[6]